# 옥타아자큐베인
옥타아자큐베인(Octaazacubane)은 질소 원자 여덟개가 정육면체의 꼭지점에 위치하는 분자이다. 질소의 단일결합은 삼중결합의 ⅓보다 약하기 때문에 폭발성을 갖고 있다. 오비탈의 대칭성때문에 화학반응속도론적으로는 안정하지만 열을 받아 질소분자로 분해되면 TNT의 5배에 달하는 폭발력을 낸다.

## 같이 보기
- 헥사진
- 사질소
- 큐베인